# Alipur
Alilur – miasto w Pakistanie, w prowincji Pendżab. W 2017 roku liczyło 44 449 mieszkańców.